# Marco Emílio Lépido (cônsul em 187 a.C.)
Marco Emílio Lépido (231–152 a.C.; em latim: Marcus Aemilius Lepidus) foi um político da família dos Lépidos da gente Emília da República Romana eleito cônsul por duas vezes, em 187 e 175 a.C., com Caio Flamínio e Públio Múcio Cévola respectivamente. Foi pontífice máximo entre 180 e 152 a.C.. Era neto de Marco Emílio Lépido e Marco Emílio Lépido, o triúnviro, era seu bisneto.
Segundo Políbio, Lépido era o "homem mais belo de seu tempo" e também, nas palavras de Diodoro Sículo, "dotado de inteligência superior". Combinando essas duas qualidades com um impecável nascimento aristocrático, habilidade política e uma reputação de bravura, Lépido rapidamente tornou-se um dos líderes dos romanos de sua geração.

## Primeiros anos
Apesar de ter apenas quinze anos na época da Batalha de Canas (216 a.C.), na Segunda Guerra Púnica, foi nela que Lépido se destacou pela primeira vez. Se não na batalha propriamente dita, mas talvez numa das escaramuças travadas pouco antes, o jovem Lépido avançou para o combate e salvou a vida de um conterrâneo matando o atacante. Por este ato de bravura, o Senado ordenou que uma estátua equestre do jovem fosse colocada no Capitólio para comemorar o feito. Foi uma homenagem sem precedentes para alguém tão jovem e que destacou Lépido entre seus pares.

### Missões no oriente
Em 201 a.C., Lépido, Públio Semprônio Tuditano e Caio Cláudio Nero foram enviados como embaixadores do Senado até Ptolemeu V, o  rei do Egito, numa missão dupla: anunciar vitória romana sobre Cartago e assegurar que a aliança com Roma continuaria durante a iminente guerra contra os macedônios do rei Filipe V. Ptolemeu era apenas um garoto na época e há uma tradição de que Lépido teria atuado, durante a sua estadia, atuado como guardião do rei, governando o estado por um tempo. Este pedido para que Roma enviasse um regente teria sido feito, segundo Justino, pelos próprios egípcios.
Nesta época ainda, enquanto estava em Alexandria, Lépido teria ido se encontrar pessoalmente com Filipe V enquanto ele cercava Abidos numa tentativa de convencê-lo a abandonar o cerco e os ataques aos aliados romanos, Pérgamo e Rodes, que pediram ajuda a Roma. Lépido entregou a mensagem do Senado de que Filipe deveria cessar todas as guerras contra outros gregos e deveria pagar uma compensação a Átalo I, de Pérgamo e Rodes, pelos danos causados. Se Filipe não concordasse, então ele e toda a Macedônia se veriam logo em guerra contra Roma. Rejeitando as exigências e afirmando estar preparado para a guerra, Filipe tomou a cidade e Lépido partiu. O resultado de sua teimosia foi a Segunda Guerra Macedônica.

### Eleições perdidas
Em 193 a.C., Lépido serviu como edil curul com seu parente Lúcio Emílio Paulo e os dois construíram dois novos pórticos em Roma, um dos quais o Pórtico Emília.
Eleito pretor em 192 a.C., serviu seu mandato entre 191 e 190 a.C. como governador da Sicília. Por causa da guerra em andamento entre Roma e Antíoco III no oriente, Lépido foi encarregado da defesa da ilha contra ataques e também de assegurar que um quinto de todo o milho produzido na ilha fosse enviado para os exércitos na Grécia.
Em 190 a.C., Lépido deixou a Sicília antes do final de seu mandato e sem pedir permissão ao Senado, correndo para Roma para concorrer na eleição consular. Esta pressa, contudo, praticamente acabou com suas chances de ser eleito, pois ele foi acusado pelo povo de abandonar sua província e suas responsabilidades para entreter suas ambições pessoais. Depois da votação, apenas um candidato, Marco Fúlvio Nobilior, um rival de Lépido, havia conseguido atingir a maioria requerida, o que significava que a outra posição ainda estava vaga. Porém, no dia seguinte, Nobilior cooptou o candidato que havia ficado em segundo, Cneu Mânlio Vulsão, como colega e os dois assumiram o consulado em 189 a.C. Lépido estava em terceiro entre os quatro candidatos, atrás de Mânlio, mas à frente de Marco Valério Messala. Esta humilhante derrota para a aristocrática família patrícia dos Lépidos, que provavelmente via o consulado como um direito de nascença, ajudou a aprofundar o ódio que provavelmente já existia entre ele e Nobilior.
No ano seguinte, ele concorreu novamente, mas Nobilior retornou a Roma para conduzir e supervisionar as eleições e utilizou sua posição para evitar que quaisquer votos fossem lançados a favor de Lépido. Como resultado, embora desta vez injustamente, Lépido mais uma vez foi humilhado pela derrota nas eleições e podia, justamente, acusar Nobilior. Marco Valério Messala, que, no anterior, havia ficado atrás de Lépido, e Caio Lívio Salinador foram eleitos cônsules.

## Consulado (187 a.C.)
Pela terceira vez seguida, Lépido concorreu ao consulado e foi finalmente eleito em 187 a.C. com Caio Flamínio. Durante seu mandato, notícias chegaram da Ligúria afirmando que os lígures se preparavam para a guerra. A ameaça de um ataque tão perto de Roma fez o Senado tomar a advertência com bastante seriedade e os senadores rapidamente decretaram que ambos os cônsules teriam a Ligúria como província consular, dividindo o comando. Lépido foi contra, protestando que Nobilior e Vulsão ainda estavam atuando como reis no oriente mesmo depois do final de seus mandatos e ainda assim o Senado pretendia confinar os dois cônsules à Ligúria se reconvocá-los ou substituí-los. Na visão dele, os dois deveriam ser substituídos ou seus exércitos consulares deveriam ser debandados para que ambos voltassem a Roma. O Senado concordou em chamar os dois do oriente, mas reafirmou sua decisão de que tanto Lépido quanto Flamínio deveriam seguir para a Ligúria.
Durante seu mandato, supervisionou a construção da Via Emília, uma estrada romana que liga a cidade de Placência a Arímino, ainda hoje utilizada e uma das mais importantes estradas do norte da Itália. Ele também fundou duas colônias, em Parma e Módena, e deu seu nome o castro de Régio Lépido (moderna Reggio Emilia).

## Período intermediário (187–176 a.C.)
Em 180 a.C., Lépido assumiu o posto de pontífice máximo e, no ano seguinte, passou a ser o príncipe do senado. No mesmo ano, foi eleito censor com seu grande adversário, Marco Fúlvio Nobilior. Durante seu mandato como censor, dedicou o Templo dos Lares Permarinos, conhecido como "Templo D", no Largo di Torre Argentina em Roma, prometido em 190 a.C. pelo almirante Lúcio Emílio Régilo. Restaurou o Templo de Hércules Musaro, no Circo Flamínio, e construiu uma das primeiras basílicas do Fórum, rapidamente batizada de Basílica Emília.

## Segundo consulado (175 a.C.)
Em 175 a.C., Lépido foi eleito novamente, desta vez com Públio Múcio Cévola. Celebrou um triunfo por sua vitória contra os lígures.
Morreu ainda no posto de pontífice máximo em 152 a.C..